# Río Risaralda
 (octobre 2013).
Le río Risaralda est une rivière de Colombie et un affluent du río Cauca donc un sous-affluent du fleuve Magdalena.

## Géographie
Le río Risaralda prend sa source dans la cordillère Occidentale, dans le sud du département d'Antioquia, près de la limite avec les départements de Risaralda et Caldas. Il coule ensuite vers le sud, tantôt dans le département de Risaralda, tantôt entre ce dernier et le département de Caldas, avant de rejoindre le río Cauca au niveau de la municipalité de La Virginia.
Le bassin du río Risaralda est séparé de celui du río Cauca par l'Alto de los Mellizos, dans la municipalité de Riosucio. Le río Risaralda prend sa source dans le haut Morro Plancho à Riosucio ; il recueille les eaux des vallées de Mampuy, de San Luis, d'Arrayal et de Dosquebradas jusqu'à son embouchure dans le río Cauca. Il traverse les municipalités de Belalcázar, San José, Viterbo, Risaralda, d'Anserma et de Riosucio dans son extrémité orientale.

## Affluents
Parmi les principaux affluents du Río Risaralda se trouvent les ríos Guática, Guarne, Chapata, Mapa et Totuí.